# 山岡鉄司
山岡 鉄司（やまおか てつじ）は、漫画『ドカベン』シリーズに登場する架空の人物。アニメ版の声優は佐藤輝昭→千葉繁。

## 人物
- 外野手（中堅手、右翼手）。左投左打。山田世代より1つ上。土井垣将の次の次の明訓高校のキャプテン（土井垣の次は里中智）。通称「ヘイ際の魔術師」。2年の秋季大会では不甲斐無い一面も見せてしまうが、３年に成ればキャプテン向きで洞察力も鋭く２個下の１年生新入部員でレギュラーとして使えそうなのは「渚と高代だけ」と山田と共に見抜いていた。外野手故、戦術は監督の土井垣と司令塔の山田に任せているが、いざと言う時にはキャプテンシーも発揮しクセのある岩鬼の操縦も上手い。
- 目の周りが黒い特徴的な顔から、岩鬼にしばしば「パンダ」と野次られている。
- 実家は鮮魚店。
- 漫画『ストッパー毒島』でゲスト出演している。

## 経歴
高校2年夏の県予選では、初戦の白新戦で左翼手として下位打線を打っており、途中で岩鬼正美と交代した。当初はキャラクターが安定しておらず、右打ちのヘルメットをかぶったシーンもあることから右で打ったこともあると思われる。しかし、やがて左投げ左打ちに定着、その後の試合では3番に定着し、強力打線を支えた。山田世代の選手たちの活躍が目立つ明訓にあって、かなり堅実な選手といえる。ちなみに、甲子園に臨む直前に父親が「打率2割5分の3番じゃ恥ずかしい」と語っていることから、神奈川県大会の打率は2割5分前後だったと考えられる。速球には強いがスローカーブ対応など器用さに欠けると徳川監督（当時は信濃川高校監督）に評されるが、判断力はあり状況に応じてセーフティーバントも使う一面もある（徳川監督もこのときウラをかかれた）。
中堅手としての守備力も高いが、2年秋の県大会・決勝戦の横浜学院戦で、里中の逸れたけん制球をトンネルし、致命的な勝ち越し点を与えてしまったことがあった。しかしその裏の打席では見事なヒットを放ち、逆転サヨナラへの道筋を作っている。
3年春の甲子園では、江川学院の速球投手である中二美夫から明訓の中で唯一外野への安打を放った。
3年夏の県大会では4回戦の関東七浦戦で1本（描写なし）、準々決勝の吉良戦で2本（1イニング2本塁打、アニメでは3本塁打）、準決勝の川岸商業戦で1本、計4本の本塁打を放っている。吉良戦以後は山田が原因不明の両腕が動かなくなる奇病に悩まされたため、決勝の横浜学院戦で山田が途中出場するまで代わって主砲として活躍、「山田の豪打が乗り移った」と語っている。明訓の山田世代以外の選手が高校の試合でホームランを打ったのはこのときが唯一である。また、甲子園大会では選手宣誓を行っている。
卒業後は、東海大学に進学。後にノンプロのSS青森でプレーし、2004年、東京スーパースターズにテスト入団。主に7、8番を打ち、好守の右翼手として活躍している。2007年開幕戦の対ソフトバンク戦では、松中信彦のフェンス際への痛打を好捕するファインプレーで里中の完全試合の望みを繋いだ。しかし本人はこのプレーで脳震盪をおこし負傷交代した。
2007年の日本シリーズ7戦目、故障した里中に代わる土井垣監督の奇策「1イニング1投手」リレーで7回を任せられ、3者凡退に抑える。

## 背番号
- 8（2004年 - ）